# Saint-Jean-de-Maurienne
Saint-Jean-de-Maurienne es una comuna francesa situada en el departamento de Saboya, de la región de Auvernia-Ródano-Alpes.

## Demografía
| 7 404 | 8 685 | 9 746 | 9 639 | 9 439 | 8 902 | 8 731 | 8 242 | 7 746 |
| Para los censos de 1962 a 1999 la población legal corresponde a la población sin duplicidades (Fuente: INSEE [Consultar]) |       |       |       |       |       |       |       |       |